# Věžový vodojem (Třebeš)
Věžový vodojem stojící v místní části Třebeš je technická stavba na území města Hradec Králové. Od roku 2017 je také kulturní památkou.

## Historie

### Příprava a stavba
Již v roce 1924 uvažovala obecní rada Nového Hradce Králové o zřízení vodovodu. Obec tehdy zaplatila 4 200 Kčs na přípravné práce ohledně Metujského skupinového vodovodu, avšak po zjištění, že by byl vodovod pro město velmi drahý (přes 4 000 000 Kčs), okamžitě vycouvala a začala přemýšlet o vlastním podniku. 6. února 1932 nabídl svůj projekt Antonín Hájek z Prahy a již 20. ledna 1932 začaly přípravné práce. Přípravy však komplikovalo a zdržovalo nejen město Hradec Králové, ale i okolní Třebeš a Moravské předměstí. Námitky se většinou týkaly toho, že jímání vody ohrozí okolní městské lesy a jejich zdárný vývoj a rovněž městské rybniční hospodářství. Nakonec však byla stavba schválena a architektem se stal Bohuslav Drahoš z Vysokého Mýta.
Práce byly zadány 18. října 1935 firmě Drahoš, Krix a Capoušek, která 28. dubna 1936 začala stavět. 1. ledna 1937 byl již v provozu. Vodojem stál celkově 3 387 000 Kč a na výstavbu přispělo např. ministerstvo sociální péče, ministerstvo zemědělství nebo také Zemská banka prostřednictvím půjčky.

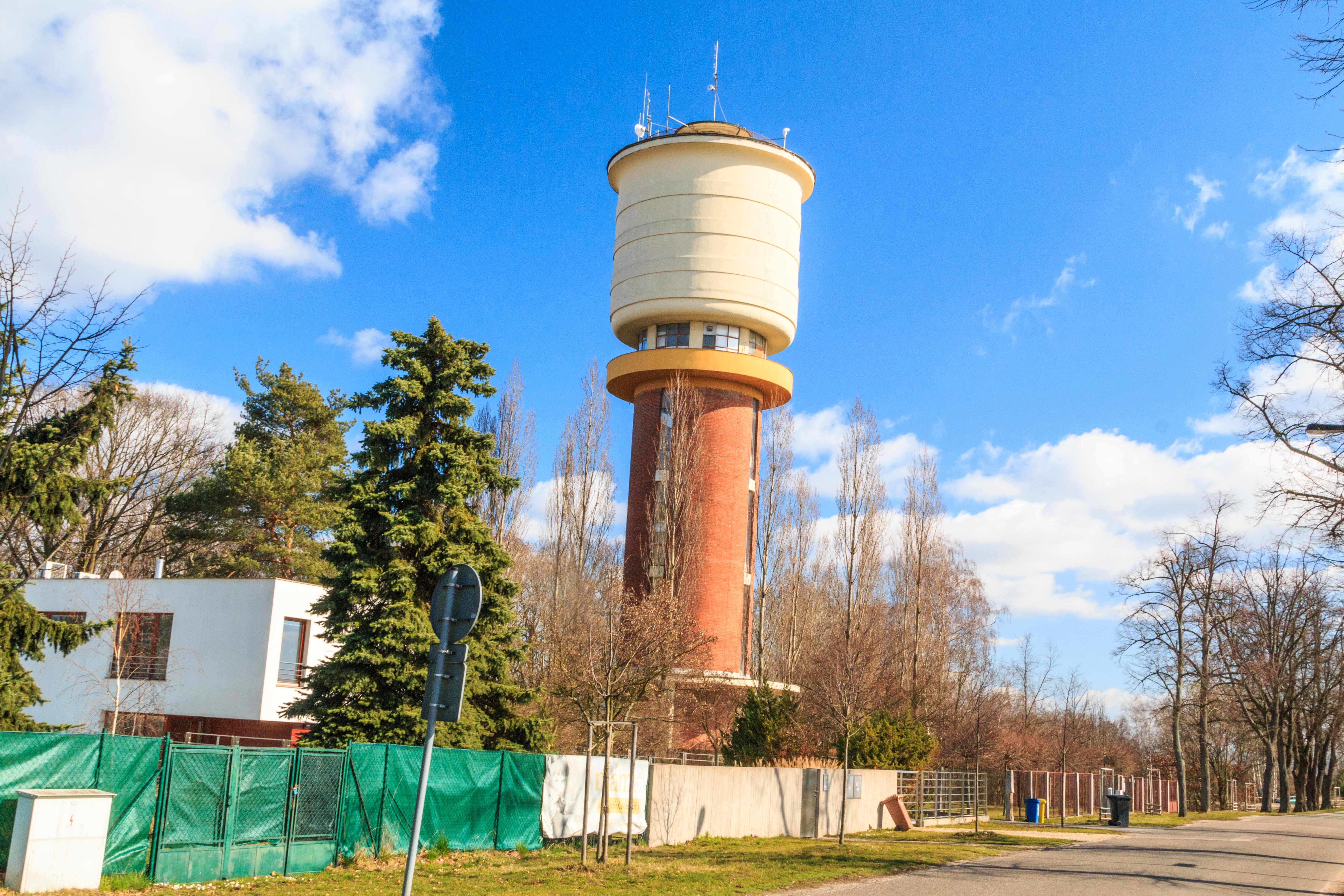
Vodojem v roce 2020

### Funkční vodojem
Již v červenci 1937 stanul před soudem v Brně pro braní úplatků rada zemského úřadu Oldřich Lébl, který dozoroval i stavbu třebešského vodojemu. V roce 1956 začala v lokalitě „na Zámečku“ u hvězdárny stavba podzemních vodojemů pro tzv. Velký Hradec Králové, která byla plánována na 8 let. 4. června 1964 byl poprvé napojen vodovod Nového Hradce Králové na královéhradeckou vodovodní síť. V roce 1995 prošel vodojem generální rekonstrukcí a o deset let později přešel do pronájmu Královéhradecké provozní a.s.. V roce 2017 byl prohlášen kulturní památkou.
V současnosti (2022) je stále v provozu a návštěvníkům je otevírán při dnech otevřených dveří.

## Popis
Vodojem je významnou funkcionalistickou stavbou Hradce Králové, která zároveň stále slouží svému původnímu účelu. Na vodojemu se funkcionalistické vlivy spojují s prvky moderního klasicismu, který můžeme vidět zejména v zastřešené sloupové kolonádě. Na režném zdivu dříku je pak patrný vliv královéhradecké cihlové architektury. Výška stavby od paty po horní část je 38,5 m. Vnější průměr nádrže měří 11 m, průměr spodního tubusu 7,4 m. Objem nádrže je 320 m². Na ochoz vede 138 schodů a až nahoru, kam je však již přístup omezen, dalších 82.